# Viorel Chetraru
Viorel Chetraru (n. 13 octombrie 1974, Marienfeld, RSS Moldovenească, URSS) este un polițist din Republica Moldova, cunoscut ca șef al Centrului Național Anticorupție, principalul organism de anchetare a infracțiunilor de corupție din țara sa, în perioada 2012–2016.

## Studii
Viorel Chetraru s-a născut pe 13 octombrie 1974 în Cimișlia, satul Marienfeld. În anul 1996, a absolvit Academia “Alexandru Ioan Cuza” din București a MAI al României, după care și-a continuat activitatea în Chișinău, în cadrul Comisariatului de poliție Centru, în funcțiile de: inspector, inspector superior, inspector principal, șef de serviciu în Poliția economică. 
Pe parcursul activității sale, în calitate de șef al CNA, Viorel Chetraru  a absolvit cursurile Colegiului National de Afaceri Interne din Romania in domeniul Managementului Strategic al Afacerilor Interne, specializarea Ordine si Siguranța Naționala și a susținut teza de doctor în Drept la Academia MAI “Ștefan cel Mare”. 

## Activitate profesională
În perioada 2001-2003, activează în cadrul Centrului pentru combaterea crimelor economice și corupției în calitate de șef al Direcției de investigații operative, șef-adjunct al Direcției generale teritoriale Chișinău (DGT Chișinău) a CCCEC, iar ulterior - șef al Direcției investigații a CCCEC. 
În anul 2003, este numit șef al Direcției delicte transfrontaliere și informaționale a Ministerului Afacerilor Interne, apoi al Direcției inspectări și supravegheri. Concomitent, a făcut masteratul la Academia de poliție “Ștefan cel Mare”, facultatea “drept economic” și la Academia de Administrare Publică de pe lângă președintele Republicii Moldova - “masterat de cercetare în administrare publică”. 
La data de 4 noiembrie 2009, devine director al CCCEC, iar în anul 2012, 25 octombrie, în urma unui concurs public, este desemnat candidat la șefia Centrului Național Anticorupție (succesor al CCCEC) și este votat în Parlament de 53 de deputați. În anul 2012, competențele de combatere a infracțiunilor economice și de revizie sunt excluse din competența Centrului, CNA devenind o agenție exclusiv anticorupție.
În perioada mandatului de director al CNA (25 octombrie 2012-25 octombrie 2017), instituția și-a sporit prezența în sfera publică, manifestată prin reținerea a zeci de funcționari de stat de rang înalt: miniștri, viceminiștri, deputați, primari, șefi de agenții, un ex-premier etc. Majoritatea persoanelor reținute au fost condamnate de instanțele de fond, pe unele cazuri fiind și decizii definitive. În urma intervenției CNA, două Guverne au fost demise pentru “suspiciuni de corupție”. 
Obiectivele Centrului Național Anticorupție, în perioada șefiei generalului Viorel Chetraru, au fost orientate spre combaterea corupției mari, promovarea mai multor legi din “pachetul anticorupție”, inclusiv Legea Integrității, precum și instituirea a două subdiviziuni noi, în cadrul CNA, cu competențe de recuperare a bunurilor infracționale – ARBI și de testare a integrității profesionale – Direcția asigurarea integrității.